# リバタリアン党全国大会

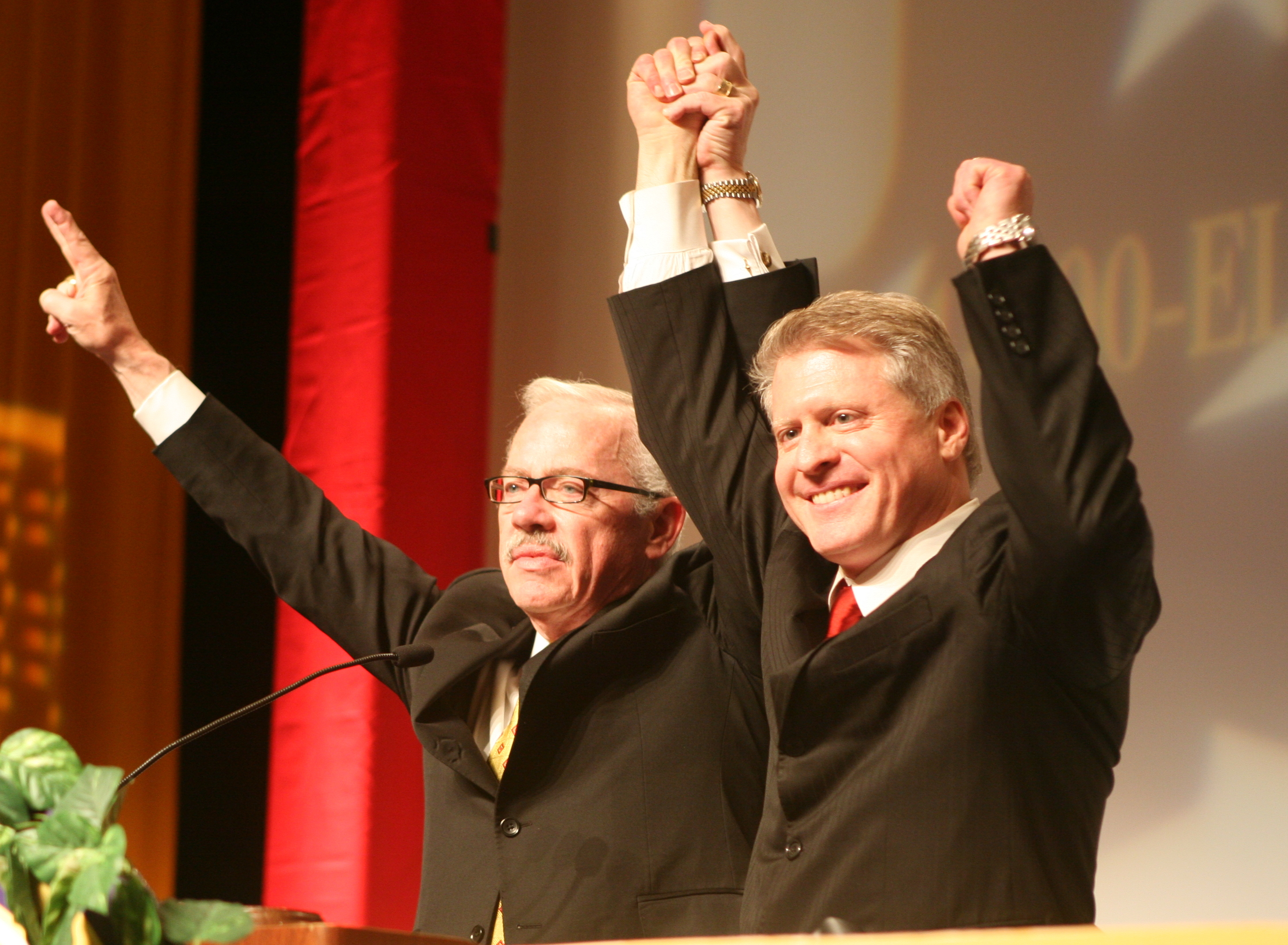
2008年のリバタリアン党全国大会の様子

リバタリアン党全国大会（りばたりあんとうぜんこくたいかい、Libertarian National Convention）は、4年に1度、アメリカ合衆国大統領選挙のリバタリアン党公認候補者を決定する時に開く大会のことである。

## 概要
二大政党の党全国大会と比べると小規模であり、開催時期も早めに行われる。そのため二大政党の大統領候補者よりも早めにリバタリアン党の大統領候補者が決まることが多い。
大会は、リバタリアン党全国委員会により招集される。党の基本方針である政策綱領が決定される他、党の大統領候補を指名する事も行われる。指名されたリバタリアン党大統領候補者は本選挙に臨むこととなる｡